# 寢屋川市
寢屋川市（日语：／ Neyagawa shi */?）是位於日本大阪府東北部淀川左岸的城市，屬于大阪府北河内地區，距離大阪市市中心約15公里。現為中核市。西部靠近淀川一側為平原，海拔高度僅2至3公尺，東半部則為延伸自生駒山地的丘陵地。
城市名來自于流經市內的一級河川寢屋川，但寢屋川的名稱則是來自轄內的地名「寢屋」，該地過去由於設有高野街道上供往返旅客住宿的「寢屋」，因而得名。

## 历史
在令制國時代屬於河內國，現在的轄區西北部屬於茨田郡，南部屬於讚良郡，東部屬於交野郡。
在江戶時代大部分區域為幕府直屬或旗本的領地，也有部分區域為加納藩和小田原藩領地
19世紀明治維新後，這些區域曾先後隸屬大坂裁判所（後來的大阪府）、河內縣、堺縣，1881年又隨著堺縣被併入大阪府後成為大阪府的轄區。
1889年實施町村制，現在的寢屋川市轄區在當時分屬友呂岐村、九個莊村、水本村、豐野村、寢屋川村共五個行政區劃；1943年寢屋川村、豐野村、友呂岐村、九個莊町合併為新設立的寢屋川町，1951年寢屋川町升格改制為寢屋川市，1961年，位於東側的水本村也併入寢屋川市，形成現在寢屋川市的轄區範圍。
2000年日本開始實施特例市制度，寢屋川市也在2001年即成為特例市；2015年日本廢除特例市制度，但也將中核市的人口門檻降低至20萬，寢屋川市也因此在2019年升格為中核市。
在21世紀初平成大合併期間，也曾有人提出將寢屋川市、枚方市、交野市合併為人口超過70萬人的大型城市，甚至可以進一步成為政令指定都市，但此計畫並未有任何實際的進展。

## 行政

### 歴任市長
| 屆    | 姓名       | 上任日期       | 卸任日期      | 備註 |
| ----- | ---------- | -------------- | ------------- | ---- |
| 1     | 白井幾太郎 | 1951年5月3日   | 1955年4月30日 |      |
| 2     | 平井義雄   | 1955年5月1日   | 1959年4月30日 |      |
| 3-5   | 柏原眞次   | 1959年5月1日   | 1970年11月1日 |      |
| 6-9   | 北川義男   | 1970年12月13日 | 1983年4月16日 |      |
| 10-12 | 西川忠博   | 1983年5月29日  | 1995年5月28日 |      |
| 13    | 高橋茂     | 1995年5月29日  | 1999年5月28日 |      |
| 14-17 | 馬場好弘   | 1999年5月29日  | 2015年5月28日 |      |
| 18    | 北川法夫   | 2015年5月29日  | 2019年5月28日 |      |
| 19-20 | 広瀬慶輔   | 2019年5月29日  | 現任          |      |

## 交通
轄內的鐵路交通有京阪電氣鐵道京阪本線及西日本旅客鐵道片町線，以南北向分別穿過轄區的中部及東部區域。京阪本線的寢屋川市車站為轄內最主要的車站，此車站周邊也是市內最主要的商業區。
快速道路則有第二京阪道路自東部穿過，往北可至京都市，往南可接近畿自動車道。

### 鐵路
京阪電氣鐵道
- 京阪本線：（←門真市） - 萱島站 - 寢屋川市站 - 香里園站 - （枚方市→）

西日本旅客鐵道
- 片町線（學研都市線）：（←交野市） - 東寢屋川站 - （四條畷市→）

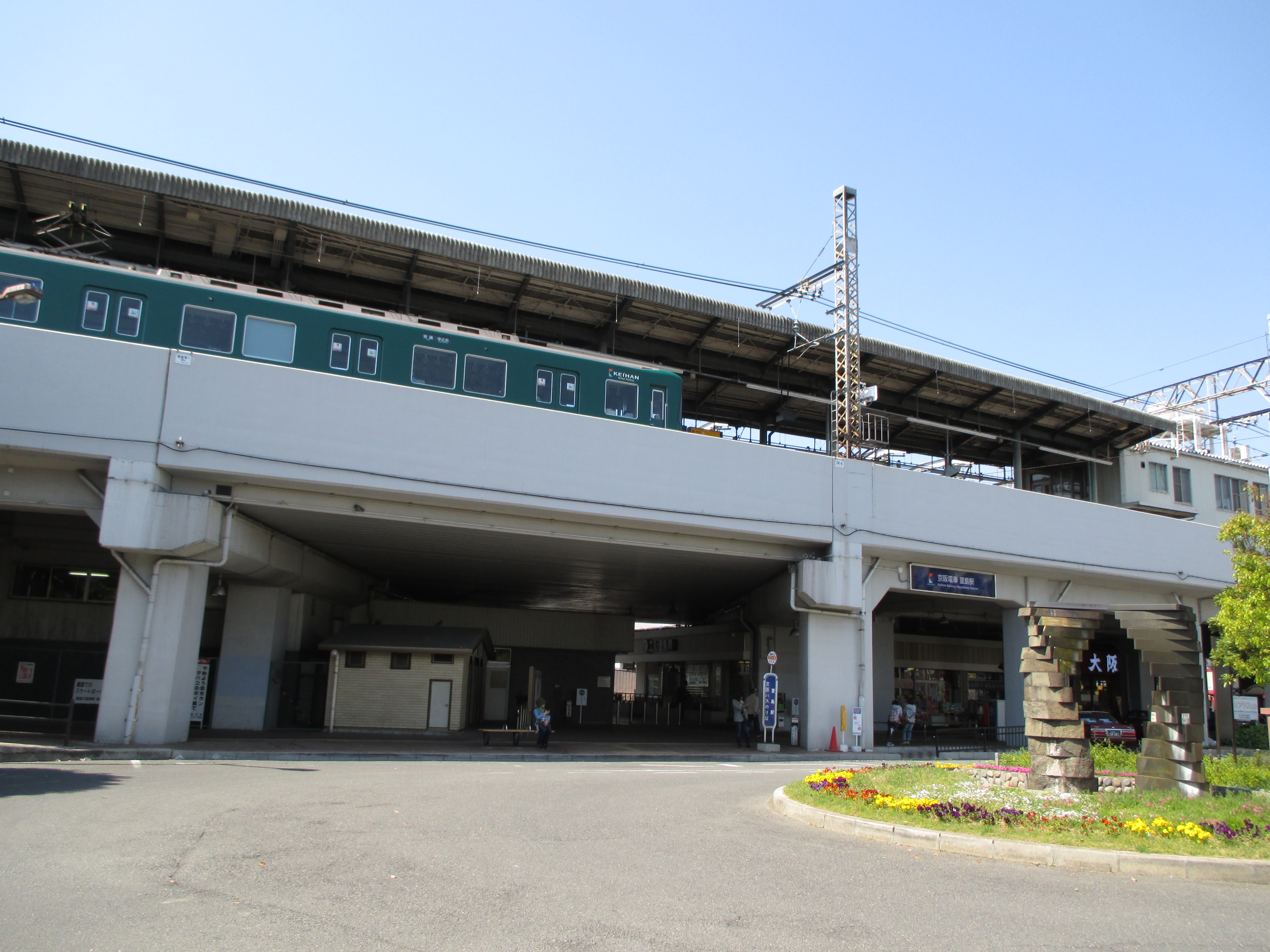
萱島車站
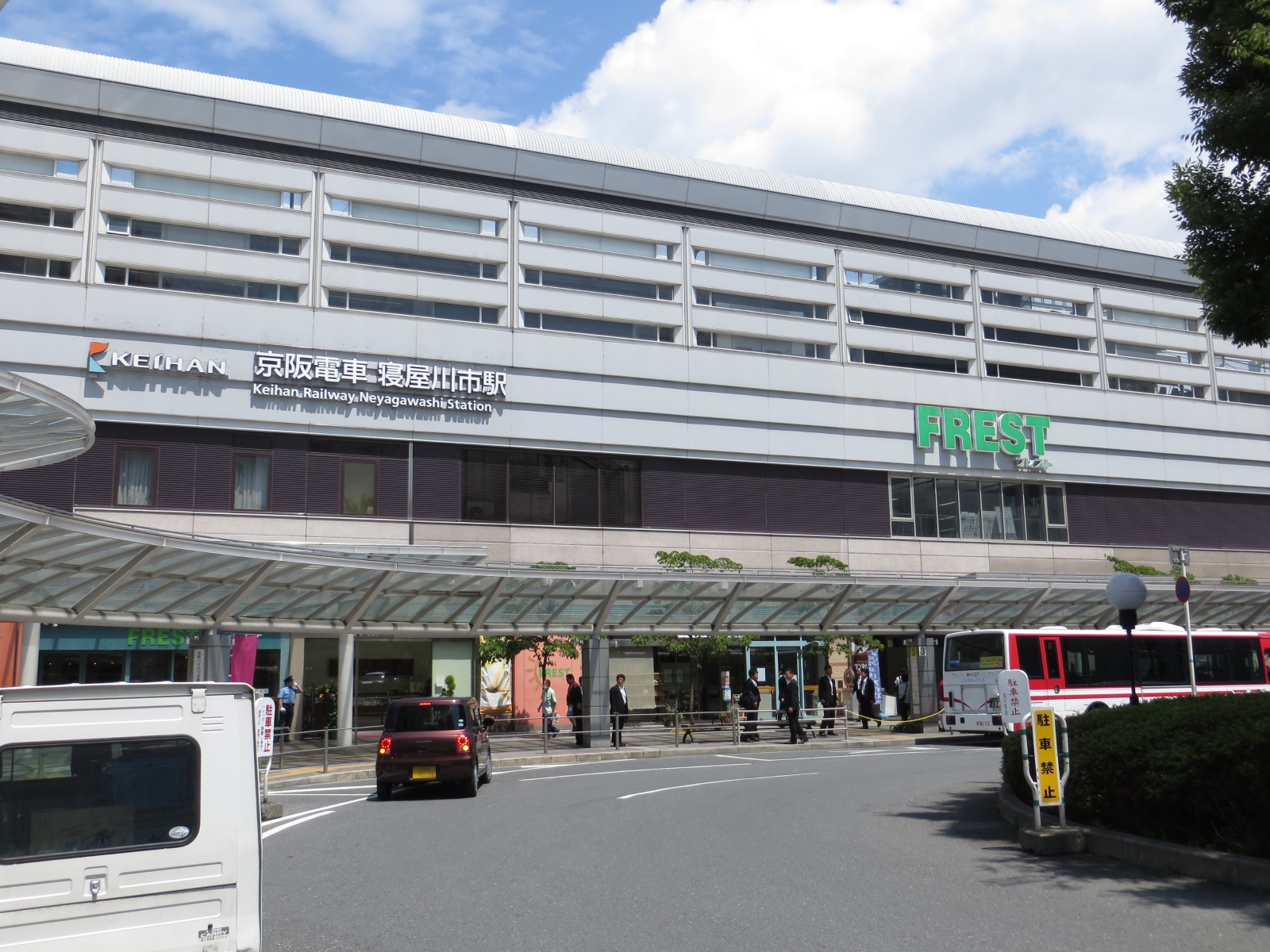
寢屋川市車站
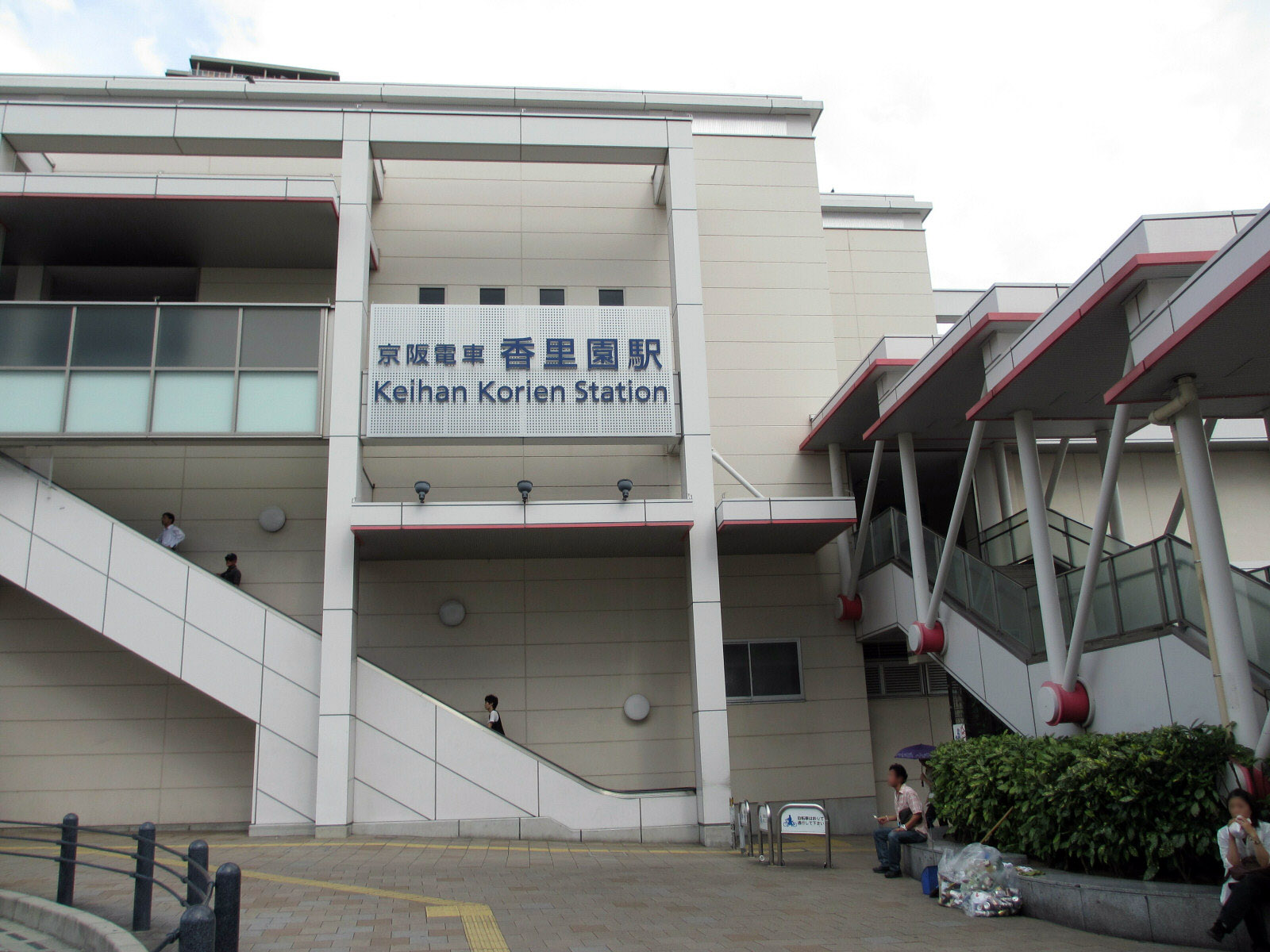
香里園車站
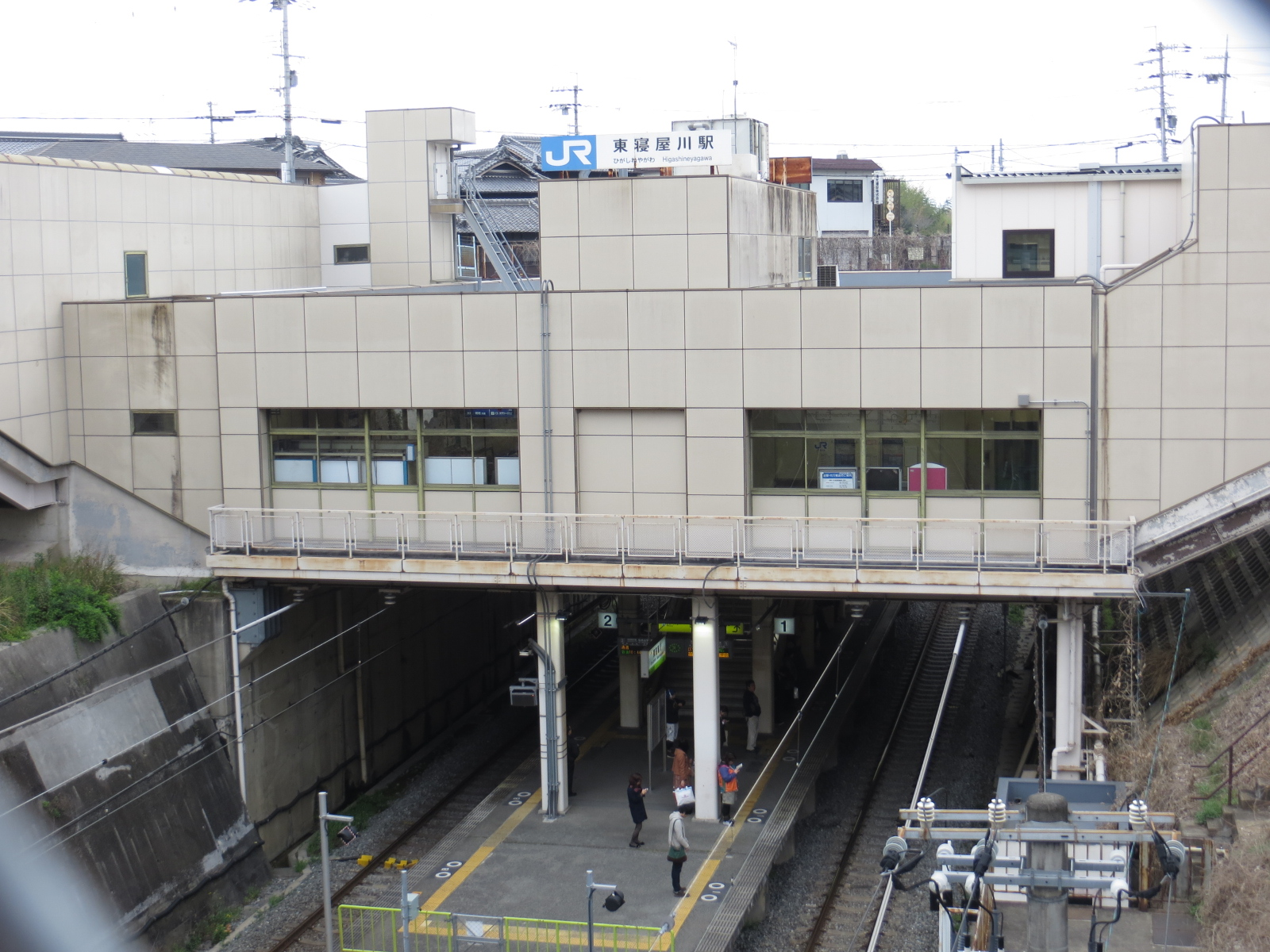
東寢屋川車站

### 公路
快速道路
- 第二京阪道路（日语：第二京阪道路）：（枚方市） - 寢屋川北交流道（日语：寝屋川北インターチェンジ） - 寢屋川南交流道（日语：寝屋川南インターチェンジ） - （門真市）

## 教育
在1950年代以前，轄內最初只有東、西、南、北、第五，共五間小學；1960年代後隨著經濟發展開始有大量住宅區出現，轄內也才開始大量設置小學，現在轄內共有24間小學。
而中學部分，全市共有12間公立中學，其中前面十間中學則是依據成立時間直接依序命名為第一、第二、第三、第四、第五、第六、第七、第八、第九、第十，直到1980年代後新設立的中學才不再以數字命名。
高等教育則有大阪電氣通信大學和攝南大學兩所大學。

## 姊妹、友好都市

### 日本
- 周參見町（和歌山縣）

### 海外
- 紐波特紐斯（美國弗吉尼亚州漢普頓錨地）
- 奥克维尔（加拿大安大略省荷頓區）

## 本地出身之名人
- 神谷桂子：演員
- 杉浦太陽：藝人
- 上原浩治：棒球選手
- 松岡康暢（日语：松岡康暢）：足球選手
- 田所諒（日语：田所諒）：足球選手
- 中村正人（日语：中村正人）：音樂人
- 中村友理：演員
- 逢坂浩司：動畫師、人物設計師
- 多田薰：漫畫家
- 又吉直樹：藝人
- 豪榮道豪太郎：大相撲力士(大關)
- 豪之山登輝
- 牛丸 ありさ （页面存档备份，存于）：yonige Vo＆Gt
- ごっきん （页面存档备份，存于）：yonige Ba＆Cho

## 外部連結
- （日語） 寢屋川市政府的Facebook專頁